# جرعات
جُرعة (تعبر عن شيء مشروب): عبارة عن سائل «يحتوي على دواء أو سم أو شيء من المفترض ان يكون له تأثير على جزء محدد.» يستخدم مصطلح المحبة ايضًا، غالبًا على وجه التحديد لجرعة الحب؛ وهي جرعة من المفترض ان تجذب مشاعر الحب أو الانجذاب لدى من يشربها.

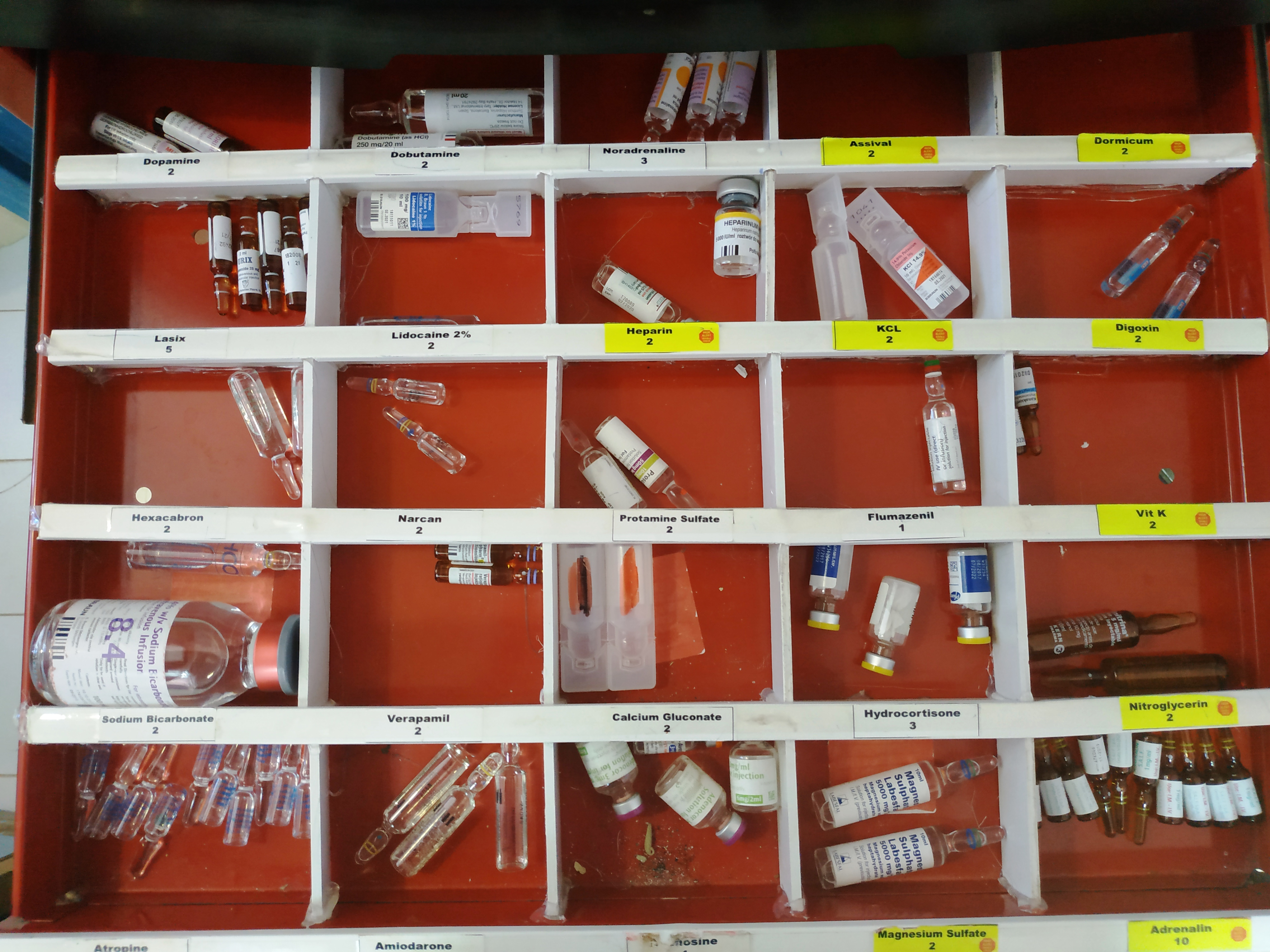
أمثلة على بعض الجرعات المستخدمة كأدوية

على مدار التاريخ، كانت هناك عدة أنواع من الجرعات لمجموعة من الاغراض. على الرغم من أن هذه الجرعات غالبا ما تكون غير فعالة أو سامة، إلا انها حققت أحيانا درجة معينة من النجاح الطبي اعتمادا على ما سعوا إلا اصلاحه ونوع وكمية المكونات المستخدمة. بعض المكونات الشائعة المستخدمة في الجرعات عبر التاريخ تشمل الذبابة الإسبانية، ونبات الباذنجان، والقنب والأفيون.
خلال القرنين السابع عشر والتاسع عشر، كان من الشائع في أوروبا أن ترى الباعة المتجولين يقدمون جرعات لأمراض تتراوح من حسرة القلب إلى الطاعون. وقد تم رفضهم على أنهم دجال. الأفراد غير القادرين على شراء جرعة من الصيدلية أو من بائع متجول يمكنهم الذهاب إلى المعالج بالأعشاب المحلي (الذي يطلق عليه اسم ساحرة) في قريتهم، أو أحد أفراد أسرتهم. ومن المعروف أيضا أن البغايا والمحظيات والسحرة والقابلات يوزعون الجرعات.

## علم أصول الكلمات
تعود أصول كلمة جرعة إلى الكلمة اللاتينية (potus) وهي عبارة عن ماض غير منتظم من كلمة (potare) والتي تعني ان «تشرب.» وقد تطورت هذه الكلمة إلى كلمة potionem (جرعة إسمية)
وتعني إما "جرعة أو مشروب" أو "مسودة سامة، جرعة سحرية." في اليونانية القديمة، كانت كلمة الأدوية والجرعات هي "فارماكا" أو "فارماكون." في القرن الثاني عشر، كان لدى الفرنسيين كلمة (pocion) تعني "جرعة،
مسودة، دواء." بحلول القرن الثاني عشر، أصبحت هذه الكلمة (pocioun) تعني "مشروب طبي، جرعة من الأدوية السائلة أو السم."
يمكن أيضا الحصول على كلمة جرعة من الكلمات الإسبانية (pocion) التي تعني «جرعة»، و (ponzoña) تعني «السم.» كان لدى الإيطاليين أيضا كلمة (pozione) تعني «جرعة.» وكلمة (pozione) هي نفس الكلمة التي تشير إلى السم باللغة الإيطالية. وبحلول أوائل القرن الخامس عشر في إيطاليا، بدأ يعرف الدواء على وجه التحديد بأنه مشروب سحري أو مسحور.

## مديرو الجرع

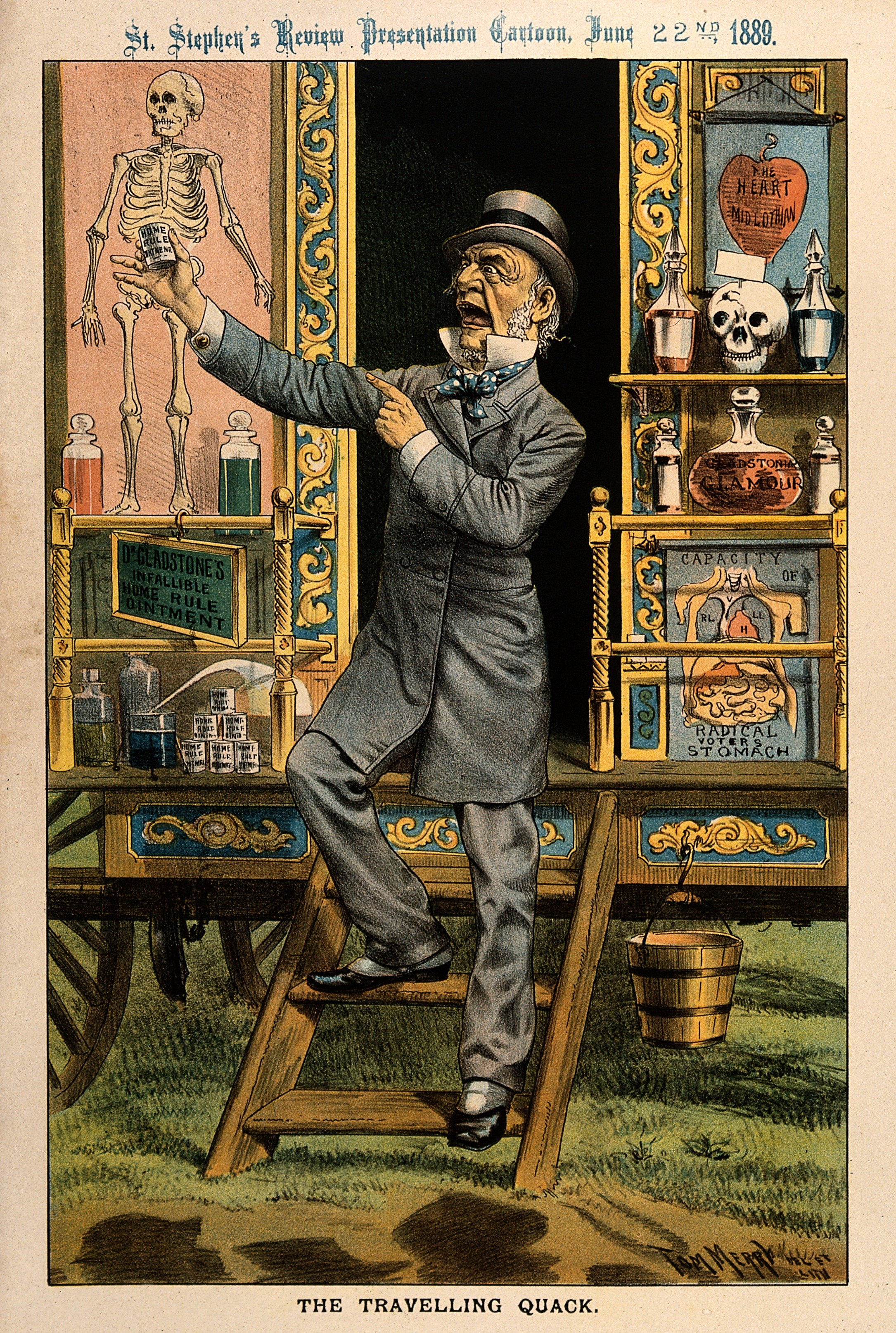
طبيب دجّال يبيع جرعات من قافلته في القرن التاسع عشر في أيرلندا

ممارسة إدارة الجرعات لها تاريخ طويل من كونها غير قانونية. على الرغم من هذه القوانين، كان هناك العديد من الإداريين المختلفين للجرعات عبر التاريخ.

### الدجالون
الدجالون أو المشعوذون: هم الأشخاص الذين يبيعون «الأساليب الطبية التي لا تعمل ولا تهدف إلّا إلى جني الأموال» في أوروبا في القرن الخامس عشر، وكان من الشائع أيضاً رؤية الباعة المتجولين لمسافات طويلة، الذين باعو كما يفترض جرعات علاجية مغشوشة وهدفها الرئيس هو المال.
خلال طاعون لندن العظيم في القرن السابع عشر، باع الدجّالون العديد من الجرعات المزيّفة التي تَعِدْ بالعلاج أو الحصانة. نظراً لأن الحبوب بدت أقل جدارة بالثّقة بالنسبة للجمهور، غالباً ما كانت الجرعات هي الأكثر مبيعاً من قِبَل الدجّالين. غالباً ما تضمّنت هذه الجرعات مكوّنات غريبة مثل أزهار البوماندر ودخّان الأخشاب العطرية. أشتهر الدّجّال ويسيكس فيلبرت ببيع جرعات الحب المصنوعة من قلوب الحمام.
بحلول القرن الثامن عشر في إنجلترا، كان من الشائِع أن تخزِّن أسر الطبقة الوسطى جرعات تدّعي أنّها تعالج مجموعة متنوّعة من الأمراض. نما الدّجل إلى ذروته في القرن التاسع عشر. 

### الصيادلة

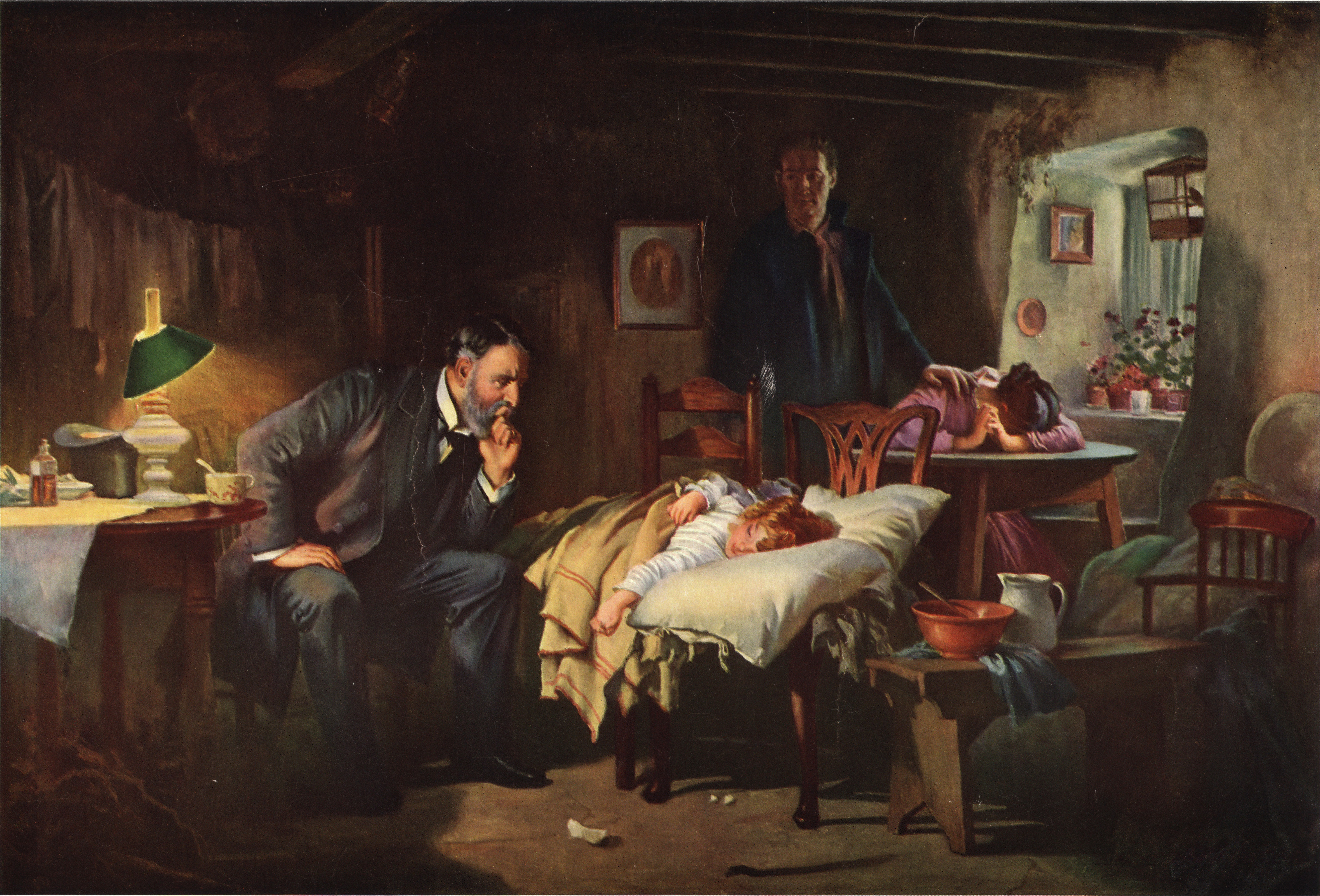
شخص عادي يمثّل الصّيدلانيّ في ذلك الوقت

في القرنين الثامن عشر والتاسع عشر في بريطانيا، كانت الصيدليّات خياراّ أرخص وأكثر سهولة للعلاج الطّبي من الأطبّاء. كانت الجرعات التي يوزّعها الكيميائيّون للأمراض غالباً مشتقّة من الأعشاب والنّباتات، وتستند إلى المعتقدات والعلاجات القَديمة.
قَبْلَ قانون الصّيدلة لعام 1868، كان يمكن لأي شخص أن يُصبح صيدليّاً أو كيميائيّاً. نظراً لأنّ هذه الممارسة كانت غير منظّمة، فغالباً ما كانت تصنع الجرعات بشكل ابتدائي وغير محترف.
تم استخدام الجرعات بالإضافة إلى ذلك لعلاج أمراض الماشية. عُثِرَ على جرعة واحدة في كتاب وصفات صيدلانيٍّ في القرن التاسع عشر لاستخدامها لحملان (نوع من أنواع الأغنام) بعمر سبع سنوات تقريبا وتحتوي على الطّباشير والرمّان والأفيون.

### دور المرأة في توزيع الجرعات

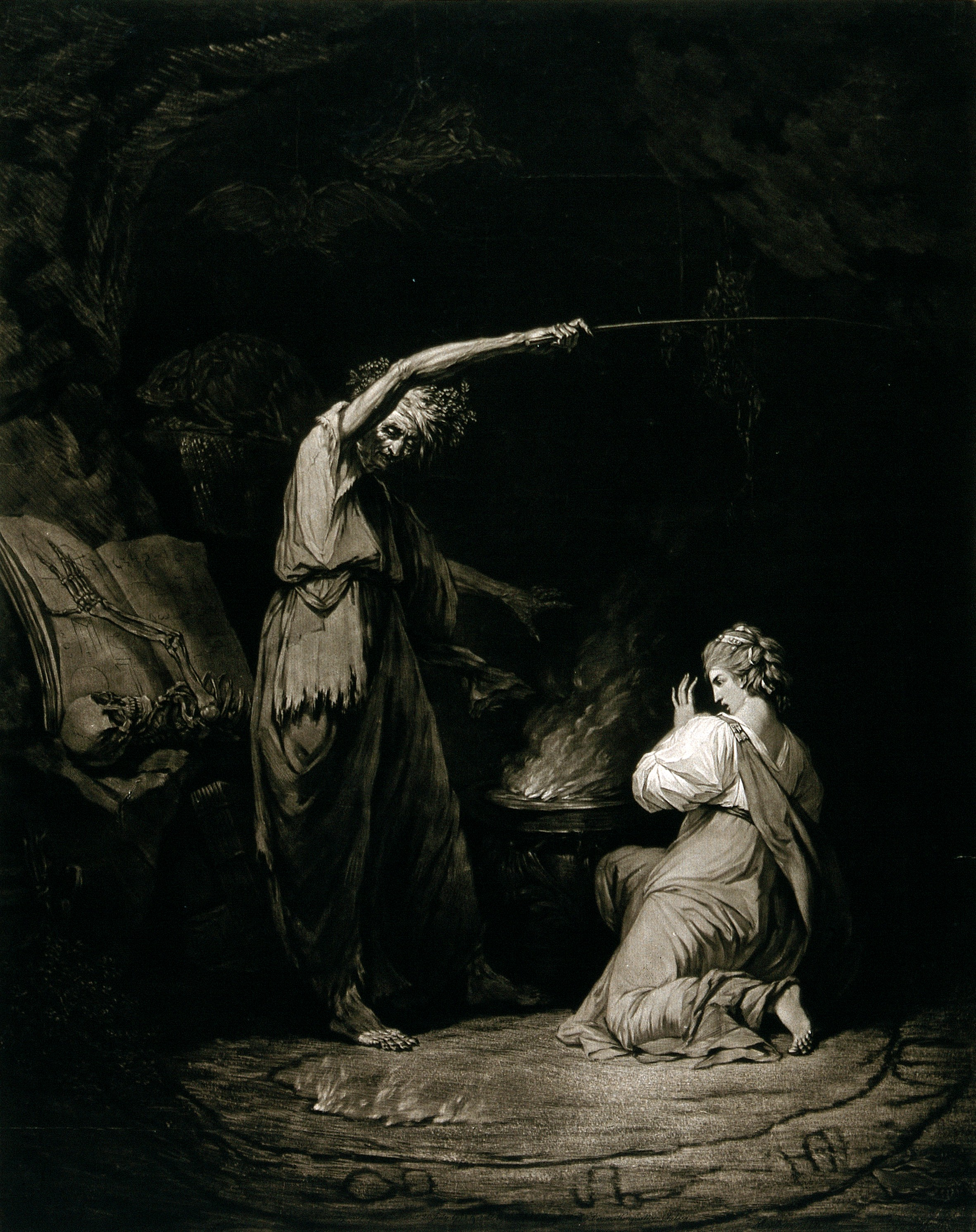
تصوير فنّي لساحرة تصنع جرعة.

كان هناك تسلسل هرمي صارم في المجتمع الطبي في أوروبا خلال القرنين الثاني عشر إلى الخامس عشر. كان الأطباء الذكور الأكثر احترامًا ودفعًا، يليهم الأطباء الإناث، وجراحو الحلاقة (الذين كانوا يعملون حلّاقين يشتغلون بقص الشّعر كما يستخدمون أدوات القص الخاصّة بهم في إجراء العمليّات الجراحيّة)، والجرّاحون. غالبًا ما كانت النساء الوسيلة الرئيسية للأفراد الذين لا يستطيعون تحمل تكاليف الأطباء أو الصيدلة للحصول على العلاج الطبي. كانت الجرعات، بالإضافة إلى الشّاي أو الحساء المهدئ، علاجاً منزليّاً شائعاً تصنعه النساء. عندما لا يتوفّر العلاج المنزليّ، كان الأشخاص في ذلك الزّمن يذهبون إلى النّساء الحكيمات في قريتهم. كانت النساء الحكيمات (اللّاتي في كثير من الأحيان يطلق عليهنّ ساحرات) على دراية بالرّعاية الصّحية ويمكنهن إعطاء الجرعات والمستحضرات أو المراهم بالإضافة إلى أداء الصلاة أو التّرانيم. كان هذا غالباً مجّانيّاً أو أقل تكلفة بكثير من جرعات الصّيدلة.
غالبًا ما تضمنت الوظائف المحدودة المتاحة للنساء خلال القرن السابع عشر إلى القرن الثامن عشر في أوروبا معرفة الجرعات كطريقة إضافية للحصول على دخل مالي. وظيفة غالبًا ما تضمنت بيع جرعات الحب تشمل البغايا والمحظيات والسحرة والقابلات. تختلف الممارسة حسب المنطقة. في روما، حتى فترة الحروب الأهلية، كان الأطباء الوحيدون هم بائعي الأدوية والسحرة والقابلات. في اليونان، غالبًا ما كانت المحظيات المتقاعدات يصنعن جرعات ويعملن كقابلات. غالبًا ما يُتوقع من البغايا في أوروبا أن يكونوا خبيرين في السحر وإدارة جرعات الحب.

### الإدارة الذّاتيّة
في العصور الوسطى وأوائل الفترة الحديثة، كان استخدام الجرعات للحث على العُقْم والإجهاض منتشراً على نطاق واسع في أوروبا. صُنِعت غالبيّة الجرعات المجهضة باستخدام أعشاب emmenagogue (الأعشاب المستخدمة لتحفيز الدّورة الشّهْرية) والتي تهدف إلى إحداث الدّورة الشهرية وإنهاء الحَمل. بالإضافة إلى ذلك، يمكن تحضير جرعات مجهضة عن طريق تسريب عشب أو شجرة. كانت شجرة الصّفصاف مكوّناً شائعاً في هذه الجرعات، حيث كان من المعروف أنها تسبّب العُقم. أدانت العديد من المؤلّفات اللّاهوتية والقانونية الرئيسيّة في ذلك الوقت هذه الممارسة، بما في ذلك قانون القوط الغربي والكنيسة.
العديد من الجرعات العشبية التي تحتوي على مطمث لا تحتوي على مواد مُجهضة (مواد تحث على الإجهاض) وبدلاً من ذلك كانت تستخدم لعلاج amenonhoea (قلة الدورة الشهرية). هناك عدة أنواع مختلفة من الأدب في التقليد الخلطي الذي يقترح استخدام الجرعات العشبية أو التحاميل لإثارة الحيض.

## صانعي الجرعات المشهورين

### باولا دي إيكولوز
ولدت باولا دي إيكولوز للعبوديّة في سانتو دومينغو بجمهوريّة الدّومينيكان في القرن السّابِع عشر. داخل المَنطقة التي كانت تعيش فيها، اجتاح المرض البلدات والمدن الكبرى. قرّرت باولا دي إيكولوز البحث وإيجاد علاجاتها الخاصّة لهذِه الأمراض. ولهذا السّبب، اشتهرت على نطاق واسع بمشاركتها في الرّعاية الصّحية والشّفاء.

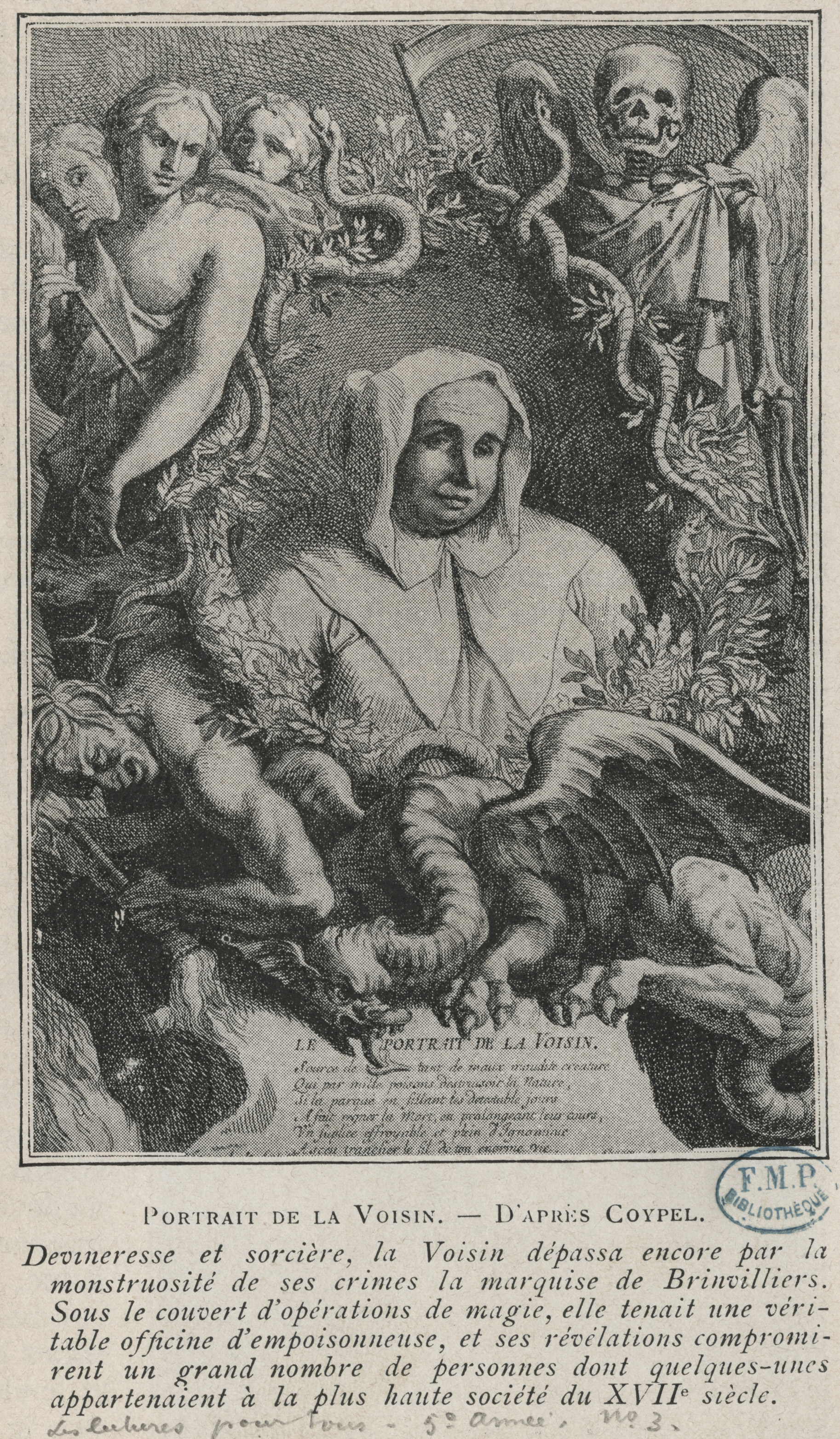
نقش بورتريه معاصر لِمُشَعْوذة وِسام القرن السابع عشر كاثرين مونفويسين "لا فوازين".

بمجرّد أن بدأَت ممارسة العلاج والرّعاية الصّحيّة، بداَت في بيع الجرعات والأمصال للعملاء. جذبت أعمال باولا دي إيكولوز عواقبِها وأوقعتها ببطء في بعض المَشاكِل.
بسبب إنجازات باولا العِلاجيّة، تم اعتقالها حوالي ثلاث مرّات. خلال محاكم التّفتيش هذه، أجبرَت على إخبار هيْئة المحلّفين بأَنّها قامت بالسّحر. ردّاً على هذه الإعترافات الكاذبة، سُجِنت وجلدت عدّة مرّات.

### كاثرين مونفويسين
ولدت كاثرين مونفوازين، المعروفة للبعض باسم كاثرين مونفويسين، في عام 1640 في فرنسا. تزوجت كاثرين مونفوازين من أنطوان مونفوازين الذي كان يعمل صائغًا في باريس، وتراجعت أعماله واضطرت كاثرين إلى العثور على عمل لكي تعيش هي وعائلتها. كان لديها موهبة لقراءة الناس بدقة شديدة مقرونة بالكرومان (قراءة الكَفْ) واستخدمت مهاراتها من أجل كسب المال.
كانت لا فويسين تقرأ أبراج الناس وتجري عمليات إجهاض للجنين وتبيع الجرعات والسموم لعملائها. سرعان ما أصبح عملها معروفًا في جميع أنحاء فرنسا وسرعان ما أصبح الناس عملاء لها. حوالي عام 1665، تم استجواب ثروتها من قبل وسام سانت فنسنت دي بول لكنها سرعان ما رفضت مزاعم مهنة الساحرات. لِتبدأ كاثرين بعد ذلك في صنع جرعات سواء كانت للحب أو القتل أو الحياة اليومية. تتكون جرعة حبها من عظام وأسنان شامات. دم الإنسان، وخنافس الذباب الإسبانية، وحتى كميات صغيرة من الرفات البشرية، كانت جوليا توفانا هي سلفها وتأثيرها الكبير، التي صنعت لنفسها اسمًا في إيطاليا من خلال بيع السموم وتسميم الأشخاص الذين عبروا طريقها عن عمد.
في 12 مارس 1679، ألقي القبض على كاثرين نوتردام بون نوفيل بسبب سلسلة من الحوادث شملتها وجرعاتها. اعترفت بجرائم القتل وأخبرت السلطات بأغلبية كل ما تحتاج لمعرفته حول الأشخاص الذين قتلتهم عن عمد. في 22 فبراير 1680، حُكم على لا فويسان بالإعدام العلني حيث كان من المقرر أن تُحرَق كمخازن للسحر.

### جاكلين فيليسي
جاكلين فيليس دي ألمانيا حوكمت في إيطاليا عام 1322 بسبب ممارسة الطب غير المرخصة. اتُهمت بشكل أساسي بالقيام بعمل طبيب ذكور وقبول أجر. تضمنت هذه الوظيفة «فحص البول بمظهره الجسدي؛ لمس الجسم ووصف الجرعات والجهاز الهضمي والمليّنات.» شهد ثمانية شهود على الخبرة الطبية والحكمة، ولكن  بسبب عدم التحاقها بالجامعة، فُقِدَ علمها. ثم أدينت جاكلين فيليس وغُرّمَت وحُرمت من الكنيسة.

## أنواع الجرعات الشّعبيّة

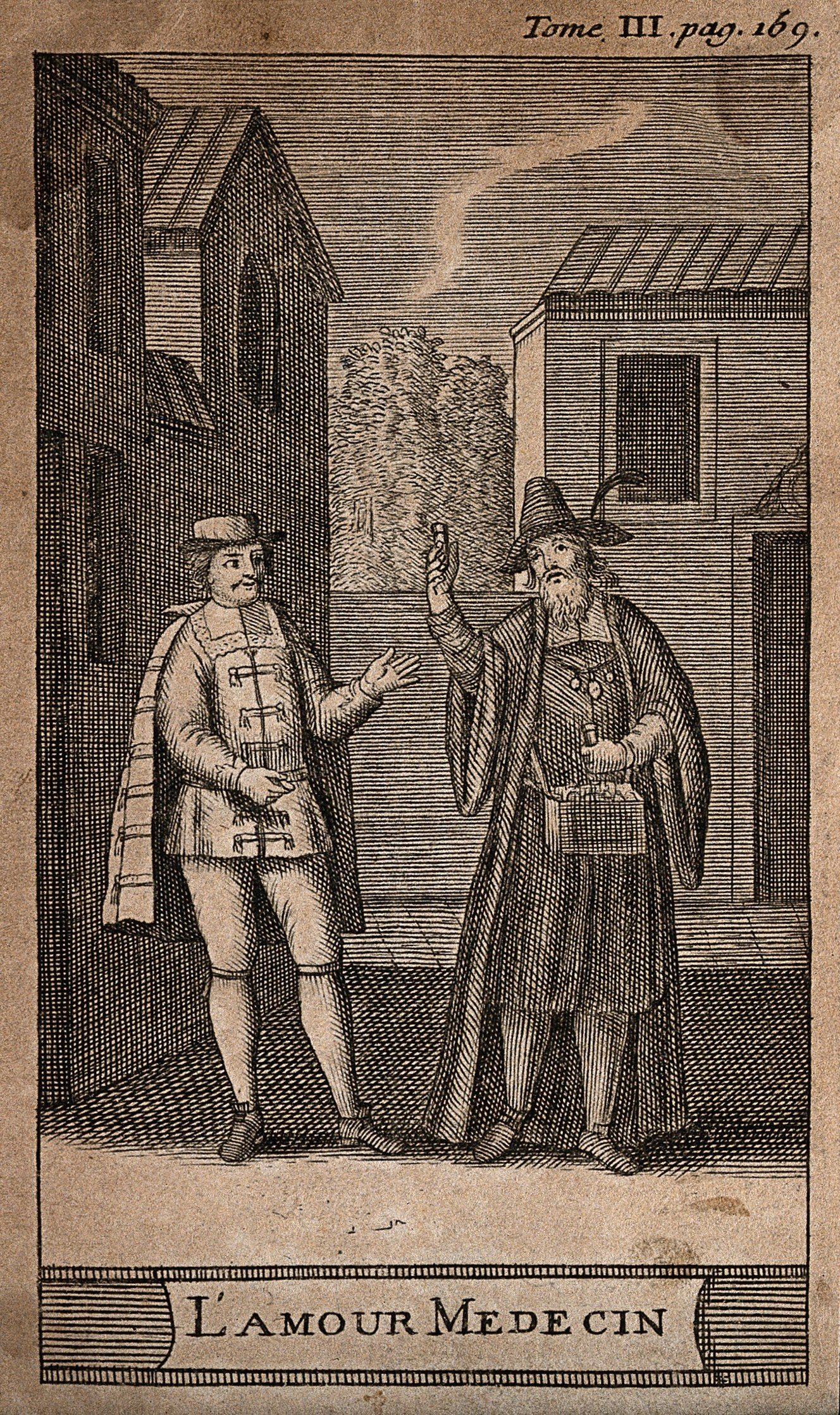
شاب يشتري جرعة للحث على الوقوع في الحب من بائع أدوية في الشّارع

إنّ العواطف مثل الغَضب والخوْف والحُزن هي مشاعر عالميّة ولذلك أُنشِئت الجرعات التّالية عبر التّاريخ والثّقافات استجابة لهذه المَشاعر الإنسانيّة.

### جرعة حُب
أُستخدمت جرعات الحُبْ عبر التّاريخ والثّقافات. غالباً ما استخدم الاسكندنافيون مقاطع الحُبْ، والتي تم توثيقها في القصيدة الإسكندنافية The Lay of Gudrun .
في قرطاجنة، القرن السابع عشر، كان بإمكان (Guranderos/as) من أصل إفريقي والمعالجين الآخرين من السّكان الأَصليين الحصول على دخل ومكانة من بيع التّعاويذ وجرعات الحُب للنساء اللّواتي يحاولن تأمين الرّجال والإستقرار المالي. بيعت جرعات الحُب هذه للنّساء من جميع الطّبقات الإجتماعيّة، اللّواتي غالباً ما يَرغبن في الحُصول على وكالة جنسيّة.

### جرعة التّصالحيّة

#### كونفكتيو الكيرميس
في أوائل القرن التاسع، استخدم الطبيب العربي يوحنا بن مساويه صبغة الكيمس لصنع جرعة تسمى كونتكتيو ألكرميس. كانت الجرعة «مخصصة للخليفة وبلاطه وليس لعامة الناس». كان الغرض من الجرعة هو علاج خفقان القلب واستعادة القوة وعلاج الجنون والاكتئاب.
خلال عصر النهضة في أوروبا، استخدمت جرعة كونتكتيو ألكرميس على نطاق واسع. ظهرت وصفات الدواء في عمل الصيدلي الإنجليزي الشهير نيكولاس كولبيبر وكتيبات دستور الأدوية الرسمية في لندن وأمستردام. عومِلَ سفير الملكة إليزابيث الفرنسي بالعلاج، ولكن غيّرت الوصفة لتشمل «قرن وحيد القرن» (ربما يكون ناب كركدن مطحون (حوت ذو أسنان متوسّطة الحجم)) بالإضافة إلى المكونات التقليدية. تشتمل مكونات الجرعة بشكل أساسي على العنبر والقرفة والصبر وأوراق الذهب والمسك واللازورد المسحوق واللؤلؤ الأبيض.

#### جرعة القدّيس بولس
كان الغرض من جرعة سانت بول هو علاج الصرع وداء الجمدة ومشاكل المعدة. العديد من المكونات المستخدمة في الجرعة لها قيمة طبية.  وشملت قائمة المكونات «العرق سوس، والمريمية، والصفصاف، والورد، والشمر، والقرفة، والزنجبيل، والقرنفل، ودم الغاق (نوع من الطيور المائيّة)، والماندريك (جذر النّبات)، ودم التنين، وثلاثة أنواع من الفلفل.»
العديد من هذه المكونات لا تزال لها قيمة طبية في القرن الحادي والعشرين. يمكن استخدام العرق سوس في علاج السعال والتهاب الشعب الهوائية. يمكن أن تساعد المريمية في تحسين الذاكرة وتحسين تدفق الدم إلى الدماغ. يحتوي الصفصاف على حمض الساليسيليك، وهو أحد مكونات الأسبرين. الشمر والقرفة والزنجبيل كلها مواد طاردة للريح، والتي تساعد على تهدئة الغازات في الأمعاء. يضيف دم الغاق الحديد لعلاج فقر الدم. أما الماندريك، إذا استخدم بجرعات صغيرة (حيث أن الجرعات الكبيرة يمكن أن تسبب التسمم)، فهو وسيلة نوم جيدة. يشير دم التنين إلى المادّة الصمغيّة الحمراء الفاتحة لشجرة Dracaena draco. وفقًا لتوني ماونت، «يتمتع بخصائص مطهرة ومضادات حيوية ومضادة للفيروسات وخصائص التئام الجروح، ولا يزال يستخدم في بعض أنحاء العالم لعلاج الزحار.»

### جرعة الخُلود
كان ابتكار جرعة من أجل الخلود، سعيًا شائعًا للكيميائيين عبر التاريخ. إكسير الحياة هو جرعة مشهورة تهدف إلى خلق شباب دائم. خلال السلالات الصينية، كان إكسير الحياة هذا غالبًا ما يعيد صنعه ويشربه الأباطرة والنبلاء والمسؤولون. في الهند، هناك أسطورة عن جرعة أمريتا، مشروب الخلود المصنوع من الرحيق.

### جرعات الهَلوسة

#### آياهواسكا
آياهواسكا هي جرعة نباتية مهلوسة تستخدم في أجزاء كثيرة من العالم. تم إنشاؤه لأول مرة من قبل الأمريكيين الجنوبيين الأصليين من حوض الأمازون كعلاج روحي. غالبًا ما كان يتم إعطاء الجرعة بواسطة شامان خلال حفل.  تحتوي الجرعة على السيقان المسلوقة لكرمة آياهواسكا وأوراق نبات تشاكرونا. تشاكرونا تحتوي على ثنائي ميثيل تريبتامين (المعروف أيضًا باسم DMT)، وهو عقار مخدر. تسبب الجرعات حدوث القيء أو «التطهير» وتسبب الهلوسة.

## التّراث الشّعبي
الجرعات أو الخلطات شائعة في العديد من الأساطير المحلية. على وجه الخصوص، الإشارات إلى جرعات الحب شائعة في العديد من الثقافات. على سبيل المثال، قد يستحم سحرة يوسفزال أحد عمال الإيثر المتوفى حديثًا ويبيعون المياه لمن يبحثون عن شريك ذكر، ويقال إن هذه الممارسة موجودة في شكل معدّل في العصر الحديث.

## الجرع المشهورة في الاَدب
لعبت الجرعات دورًا حاسمًا في العديد من الأعمال الأدبية كتب شكسبير جرعات في العديد من مسرحياته بما في ذلك جرعة حب في حلم ليلة منتصف الصيف، والسم في هاملت، وجولييت تأخذ جرعة لتزييف موتها في روميو وجولييت.
في سلسلة هاري بوتر، تلعب الجُرع أيضًا دورًا رئيسيًا. يُطلب من الطلاب حضور دروس الجرعات وغالبًا ما تصبح معرفة الجرعات عاملاً للعديد من الشخصيات.
في الحكاية الخيالية «حورية البحر الصغيرة» لهانز كريستيان أندرسون، تتمنى حورية البحر الصغيرة أن تصبح إنسانًا وتتمتع بروح خالدة تزور ساحرة البحر التي تبيع لها جرعة، في مقابل قطع لسان ليتل ميرمالد. تصنع ساحرة البحر الجرعة باستخدام دمها الذي تخرجه من صدرها. إنها تلوح لحورية البحر الصغيرة بأنها ستشعر وكأنها مقطوعة بالسيف عندما تصبح الزعنفة أَرجل، وأنها لن تكون قادرة على أن تصبح حورية بحر مرة أخرى، وتخاطر بالتحول إلى رغوة بحرية وعدم امتلاك روح خالدة إذا فشلت في كسب حب الأمير. قررت حورية البحر الصغيرة أن تأخذ الجرعة التي نجحت في تحويلها إلى إنسان حتى تتمكن من محاولة كسب حب الأمير والروح الخالدة.
في الرّواية القصيرة الحالة الغريبة للدكتور جيكل والسيد هايد من تأليف روبرت لويس ستيفنسون، ابتكر الدكتور هنري جيكل جرعة تحوله إلى نسخة شريرة من نفسه يُدعى إدوارد هايد ولم يشرح الدكتور جيكل كيف ابتكر هذه الجرعة؛ لأنه  شعر أن اكتشافاته كانت غير مكتملة، فهو يشير فقط إلى أنها تستهلك ملحًا خاصًا، إنه يستخدم الجرعة بنجاح للذهاب ذهابًا وإيابًا بين نفسه الطبيعي الدكتور جيكل، ونفسه الشرير السيد هايد.

## المكونات الشّعبية المستخدمة في الجرعات

### الذّبابة الأَسبانيّة
في اليونان القديمة، تم سحق الذبابة الإسبانية (المعروفة أيضًا باسم كانثريدس) بالأعشاب واستخدامها في جرعات الحب. كان يُعتقد أنه فعّال بسبب الدفء الجسدي الناتج عن تناوله، لكن هذا كان في الواقع نتيجة للالتهاب من السموم في الحشرة. شرب فرديناند الثاني من أراجون العديد من الجرعات والإكسير يحتوي على الذبابة الإسبانية.

### نبات الباذنجان
في القرن الحادي عشر، غالبًا ما كان نبات الباذنجان (المعروف أيضًا باسم Solanaceae) يُستخدم كعنصر في جرعة أو مرهم السحرة والمنشطات الجنسية. وقد عُرفت هذه الجرعات باسم «أدوية شياطين فارماكا».  كان نبات الهنباني هو الشكل الأكثر شيوعًا من الباذنجان المستخدم في الجرعات. في الجرعات الكبيرة يمكن أن يسبب الموت.

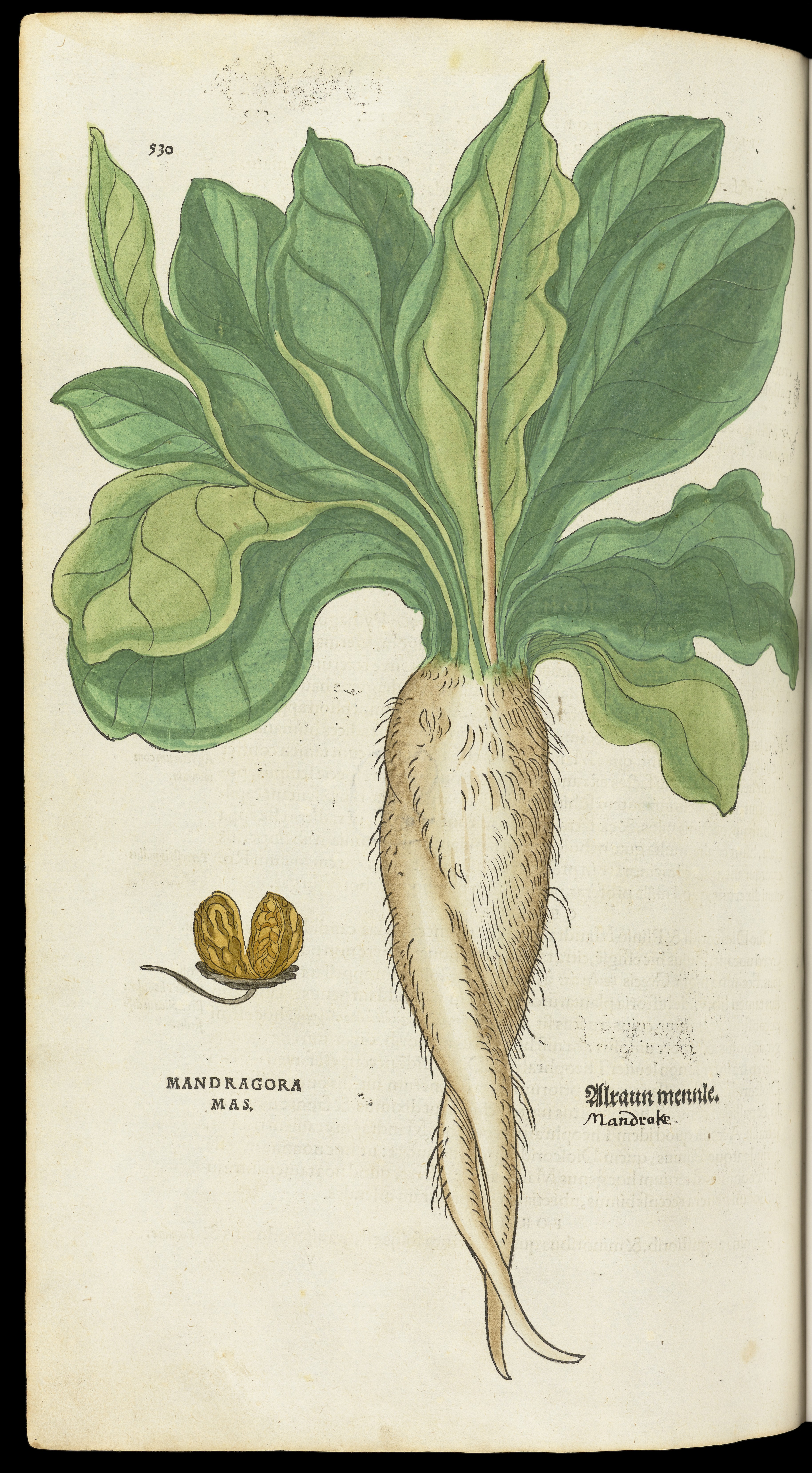
صورة توضيحيّة للماندريك

### ماندريك (جذر النّبات)
غالبًا ما كان جذر الماندريك (المعروف أيضًا باسم Mandragora oficinarum) يستخدم في تحضير جرعات النوم، ولكن الكمية الكبيرة جدًا يمكن أن تكون سامة.
تم تعيين أصل الماندريك في الشرق الأوسط وكذلك جزء من البحر الأبيض المتوسط. يوجد في السجلات أكثر من 2500 نوع مختلف من سلالات الماندريك وتمتلك المواد المحتوية على قلويدات قوية. عند إعطائه بجرعات آمنة، يمكن استخدام جذر الماندريك للعديد من الوظائف مثل مسكنات الألم، وتحسين الخصوبة، ومسببات الهلوسة، والمنشطات الجنسية.
يقال أن السحرة كانوا مغرمين جدًا بالماندريك وسيستخدمون خصائصه في جرعاتهم. من هناك، ستُستخدم هذه الجرعات في أعمال القتل والجنون. مثال على ذلك خلال عام 1910 عندما استخدم رجل اسمه الدكتور كريبن جرعة من الماندريك لقتل زوجته.

### القرمز
(نتاج من حشرة تعيش في الصّبار)
نوع آخر من الصبغة، حل محل الكيرميس كمكون في كونفكتيو الكيرميس في القرنين السابع عشر والثامن عشر. كما تم استخدام القرمزية بكثرة كمكون في جرعات اليرقان. كانت جرعات اليرقان عبارة عن مزيج من الصابون القرمزي وكريم التارتار والصابون الفينيسي وتم توجيه المرضى لتناوله ثلاث مرات يوميًا.

### القنب والأَفيون
تم استخدام الأفيون والقنب في جرعات على مدار تاريخ البشرية. كانت الجرعات التي تحتوي على القنب و / أو الأفيون شائعة بشكل خاص في شبه الجزيرة العربية وبلاد فارس والمستيم الهند بعد وصول الأدوية في حوالي القرن التاسع. كان القنب والأفيون مكونًا شائعًا يستخدم في الجرعات والصبغات التي يبيعها الصيدلانيّون في القرن التاسع عشر في أوروبا. نظرًا لأن المكونات جعلت المرضى يشعرون بتحسن، والطبيعة التي تسبب الإدمان للدواء تعني أنه يباع جيدًا. Nepenthes pharmakon (جنس من النّباتات القارية الإستوائيّة) هو نوع مشهور من الجرعات السحرية المسجلة في Homer Odyssey (ملحمة هوميروس)، تهدف إلى علاج الحزن. كانت Phammakon (فارماكون) هي كلمة الطب في اليونانية القديمة. تم إعادة إنشاء الجرعة في القرن الثامن عشر، وتحتوي على كل من نبات nepenthe (نيبينتي) والأفيون.